# Modelli efficaci
La teoria fondamentale in grado di descrivere l'interazione forte è la cromodinamica quantistica (QCD): una teoria di gauge non abeliana costruita sul modello della elettrodinamica quantistica (la teoria dell'interazione elettromagnetica).
Questa teoria ha un difetto: se si vogliono studiare processi a basso {\displaystyle Q^{2}} (momento trasferito nel processo) si ha a che fare con una grande costante di accoppiamento e quindi non si possono usare le tecniche della teoria delle perturbazioni (diagrammi di Feynman). Siccome non si sanno fare i calcoli (si dice che si è in regime non perturbativo), è necessario utilizzare dei modelli efficaci in grado di tenere conto di alcuni aspetti della QCD (in alternativa si possono fare calcoli di QCD su reticolo). 
Esistono molti tipi di modelli in grado di riprodurre i dati sperimentali in maniera abbastanza soddisfacente, i più usati sono:
- Modelli a Solitoni: i nucleoni sono visti come un "grumo" di densità di energia costituita da mesoni e quark. In particolare, i modelli chirali a solitoni trattano sistemi di quark e mesoni interagenti non linearmente.

- Modelli a Bag: in questi modelli i quark vengono trattati come particelle prive di massa, libere di muoversi all'interno di una cavità di raggio R, dove il valore del raggio della buca deve essere tale da rendere minima l'energia. Imponendo le condizioni al contorno, in modo che i quark siano confinati, si ottiene una serie di livelli discreti. Per migliorare lo spettro si può aggiungere un'interazione dipendente dallo spin.

- Modelli a quark costituenti: sono basati sull'assunzione che i barioni siano composti da tre quark massivi soggetti ad un potenziale confinante. Questi modelli danno buoni predizioni per quanto riguarda lo spettro dei barioni e i momenti magnetici dei nucleoni.